# Nico Dorrestijn
Nicolaas Willem (Nico) Dorrestijn (Amsterdam, 7 augustus 1936) is een Nederlands politicus van de VVD.
Na zijn opleiding aan de Hogere Zeevaartschool werkte hij vanaf 1955 als stuurman bij de Koninklijke Hollandsche Lloyd. In 1964 werd hij senior loods bij het Rijks-loodswezen IJmond. Daarnaast was hij betrokken bij de lokale politiek. Zo was hij naast rijksloods vanaf september 1978 wethouder in Landsmeer. Op 1 januari 1985 werd Dorrestijn de burgemeester van Noorder-Koggenland en in september 2001 ging hij daar met pensioen.